# Habkern
Habkern – gmina (niem. Einwohnergemeinde) w Szwajcarii, w kantonie Berno, w regionie administracyjnym Oberland, w okręgu Interlaken-Oberhasli. Leży w Berner Oberland.

## Demografia
W Habkernie mieszkają 634 osoby. W 2020 roku 7,4% populacji gminy stanowiły osoby urodzone poza Szwajcarią.